# Marija Aleksandrovna Puškina
Marija Aleksandrovna Puškina, (in russo Мария Александровна Пушкинa?), nome da sposata Marija Aleksandrovna Hartung (in russo Мария Александровна Гартунг?) (San Pietroburgo, 31 maggio 1832 – Mosca, 7 marzo 1919), è stata una nobildonna russa.

## Biografia
Era la figlia maggiore di Aleksandr Sergeevič Puškin, e di sua moglie, Natal'ja Nikolaevna Gončarova. Venne educata a casa. A nove anni era in grado di parlare, scrivere e leggere in tedesco e francese.
Nel 1852 divenne damigella d'onore della imperatrice Marija Aleksandrovna, moglie di Alessandro II.

## Matrimonio
Nel mese di aprile 1860, all'età di 27 anni, sposò Leonid Hartung (1834-1877), figlio di Nikolaj Hartung. Non ebbero figli.
Marija prese parte attiva in tutto ciò che era associato con il padre e alla sua memoria. Nel 1880 era presente, con i suoi fratelli e sorelle, all'inaugurazione del monumento a Puškin a Mosca.
Nel 1868 a Tula, nella casa del generale Tulubeva, Marija incontrò Lev Tolstoj, che ne avrebbe preso spunto per le sembianze del personaggio di Anna Karenina.

## Morte
Marija morì a Mosca il 7 marzo 1919. Fu sepolta nel nuovo cimitero Donskoj.